# Polonia en los Juegos Olímpicos de Lake Placid 1932
Polonia estuvo representada en los Juegos Olímpicos de Lake Placid 1932 por un total de 15 deportistas que compitieron en 4 deportes.  
El portador de la bandera en la ceremonia de apertura fue el jugador de hockey sobre hielo Józef Stogowski. El equipo olímpico polaco no obtuvo ninguna medalla en estos Juegos.